# Робертсон, Стивен
Сти́вен Ро́бертсон (англ. Steven Robertson; род. 1 января 1977 года) — шотландский актёр, сыгравший роль детектива Сэнди Уилсона в киноверсии романа Энн Кливз «Шетланд». Фильм был выпущен телеканалом BBC One и снят недалеко от того места, где родился и вырос Робертсон. Робертсон также сыграл Майкла Коннелли, молодого человека с церебральным параличом, в фильме «А в душе я танцую» и Доминика Рука в популярном драматическом сериале «Быть человеком» на канале BBC Three. У актёра были роли в многочисленных телесериалах, включая «Лютер» и «Круг Блетчли» .

## Личная жизнь
Робертсон вырос в маленькой деревне Видлин на Шетландских островах в Шотландии вместе с двумя сестрами. В детстве Робертсон боролся с тяжелой дислексией и преодолел ее. Прежде чем начать актерскую карьеру, он подрабатывал в деревне. В детстве он был близок с шетландской поэтессой Родой Бултер. Робертсон говорил, что она воодушевила его стать актером, рассказывая ему старые шетландские сказки. Робертсон учился в Гилдхоллской школе музыки и театра. Там он познакомился со своей женой, актрисой Шарлоттой Аллам. Он также является членом компании Aya Theatre и снялся в их экранизации романа Джорджа Оруэлла «Дни Бирмы» в роли Флори. В настоящее время актер живет в Хартфордшире с женой и дочерью.

## Карьера
Первую большую роль в кино Робертсон сыграл в 2004 году, когда он снялся вместе с другим шотландским актером Джеймсом МакЭвоем в фильме «А в душе я танцую».
Он продолжил карьеру и сыграл небольшую роль священника в фильме 2005 «Царство Небесное». После этого у него была большая роль во французском военном фильме 2005 года «Счастливого Рождества», в котором он сыграл Джонатана, молодого человека, чей брат был убит во время Первой мировой войны. Робертсон и дальше продолжил играть персонажей в многочисленных телевизионных сериалах, в том числе в сериале «Лютер». Там сыграл обоих близнецов Милберри, убийц, которые решали судьбы своих жертв, бросая кубик.
Затем Робертсон сыграл Доминика Рука, лидера правительства, чей отдел защищает мир от сверхъестественного в 5-й серии британского сериала «Быть человеком».
Позже актер работал над 2-м сезоном «Утопии», британского триллера о заговоре для Channel 4; в сериале он сыграл роль Терренса.

### Шетланд
Робертсон вернулся в свой дом на Шетланде, чтобы сняться в сериале с одноименным названием. Робертсон сыграл главную роль — констебля Сэнди Уилсона в экранизации романа Энн Кливз. Экранизация была снята каналом BBC One. Сериал критиковали за отсутствие шетландских акцентов, а Робертсон был единственным из актерского состава, кто родился и вырос на островах. Тем не менее сериал привлек более 6 миллионов зрителей, и был заказан 2 сезон с участием актеров Дугласа Хеншолла и Стивена Робертсона, Брайана Кокса, Джули Грэм и Алекса Нортона, персонаж Робертсона теперь выступал как детектив. Робертсон заявил интернет-порталу Digital Spy, что роль констебля Уилсона была «хорошим перерывом от ролей убийц и уродов». Третий сезон, рассказывающий одну историю, вышел в эфир в 2016 году.
Робертсон вернулся к роли детектива Уилсона в 4-м сезоне, который транслировался в начале 2018 года, а затем в 5-м сезоне, который транслировался в начале 2019 года.

## Фильмография

### Фильмы
- «А в душе я танцую» (2004) (также выпущен под названием «Рори О’Ши был здесь») в роли Майкла Коннолли
- «Царство Небесное» (2005) в роли священника[11]
- «Счастливого Рождества» (2005) в роли Джонатана
- «Настоящий север» (2006) в роли Повара
- «Элизабет: Золотой век» (2007) в роли Фрэнсиса Трокмортона
- «Отморозки» (2010) в роли Мистера Бонетти
- Турист (2010) в роли Junior technician Pinnock
- «5 дней войны» (2011) в роли Давида Кезерашвили
- «Сомнамбулы» (2012) в роли Человека 12
- «T2: Трейнспоттинг» (2017) в роли адвоката Фрэнсиса Бегби
- «Расскажи это пчёлам» (2018) в роли Джима

### Телевидение
- «Е=mc2» (2005) в роли Майкла Фарадея
- «Он убивает копов» (2008) в роли Тони Миэна
- «Тэсс из рода д’Эрбервиллей» (2008) в роли Катберта Клэра
- «Бесстыдники» (2009) в роли Патрика Магуайра, покойного отца Падди Магуайра из кошмарного сна
- «Красный райдинг» (2009) в роли сержанта Боба Фрейзера
- «Виртуозы» (2009)
- «Прах к праху» (2010) в роли Пола Торди
- «Лютер» (2011) в роли Роберта / Николая Милберри
- «Конец парада» в роли полковника Билла Вильямса, Колорадо (2012)[12]
- «Быть человеком» (2012 — эпизод, 2013 — основной состав) в роли Доминика Рука
- «Круг Блетчли» (2012) в роли Малкольма Кроули
- «Шетланд» (2013 — по настоящее время) в роли констебля Сэнди Уилсона
- «Новые уловки» (2013) в роли Тима Белграда
- «Утопия» (2014) в роли Терренса[13]
- «Во плоти» (2014) в роли Джона Уэстона
- «Доктор Кто» (2015) в роли Ричарда Притчарда[14]
- «Куртизанки» (2017) в роли Роберта Освальда
- «Вера» (2018) в роли Тома

### Роли на сцене
- «Король Лир» (2002) в роли Кента (Академия Королевской Шекспировской труппы)
- Чайка (2003) в роли Константина Гавриловича Треплева (Королевская биржа, Манчестер)
- «Антоний и Клеопатра» в роли Октавиана (Королевская биржа, Манчестер)
- «Буря» (2007) в роли Ариэля (Королевская биржа, Манчестер)
- «Привидения» (2009) в роли Освальда Алвинга (Гражданский Театр)